# Gabriela Doušová
Gabriela Doušová (* 14. května 1967 Praha) je česká spisovatelka a redaktorka, která se angažuje v oblasti sociální práce ve Šluknovském výběžku a pomáhá znevýhodněným dětem.

## Životopis
Původním povoláním byla zdravotní sestra. V první dekádě 21. století působila jako šéfredaktorka Rumburských novin, mezitím stihla dálkově vystudovat žurnalistiku na Masarykově univerzitě v Brně. V roce 2002 ji vyšla kniha Vidlačka z Chytrova. V době sociálních nepokojů na Šluknovsku v roce 2011 se rozhodla nestát jako novinář stranou a chtěla něco dělat s problémy a bolestmi Šluknovska. Od roku 2013 se stala ředitelkou Schrödingerova institutu, jehož úkolem je výchova a vzdělávání společnosti ve Šluknovském výběžku. Institut se snaží severočeskou společnost kultivovat, zlepšovat mezilidské vztahy a to i napříč rasami a sociálními vrstvami a odstranit znevýhodnění obyvatel žijících ve výběžku. Soustředí se na vzdělání a volný čas, podporuje ze svých zdrojů mnoho aktivit. Na začátku roku 2014 měl institut pod jejím vedením přes šest a půl tisíce členů, z toho se dvě třetiny účastnily aktivit pravidelně. Zřizovatelem institutu je litoměřické biskupství, avšak statut institutu je školská právnická osoba.